# Cephalophus zebra
Céphalophe-zèbre
Espèce
Statut de conservation UICN

 VU A2cd; C1 : Vulnérable
Statut CITES
Le Céphalophe-zèbre (Cephalophus zebra) est une petite antilope de Côte d'Ivoire, Guinée, Libéria et Sierra Leone.